# Märta Torén
Märta Torén (parfois créditée Marta Toren) est une actrice suédoise, née le 21 mai 1925 à Stockholm (Suède), où elle est morte le 19 février 1957.

## Biographie
Après des débuts au cinéma dans trois films suédois (des petits rôles non crédités) respectivement sortis en 1942, 1943 et 1946, et des études à la Dramatens elevskola (école du Théâtre dramatique royal de Stockholm) achevées en 1946, Märta Torén part aux États-Unis à la faveur d'un contrat avec Universal Pictures.
À Hollywood, son premier film américain est Casbah de John Berry, sorti en 1948 ; dans ce remake de Pépé le Moko (1937), elle reprend le rôle de Gaby (tenu initialement par Mireille Balin), aux côtés d'Yvonne De Carlo, Tony Martin (en) et Peter Lorre. Jusqu'en 1952, elle tient le premier rôle féminin dans neuf autres films américains, dont L'Impasse maudite d'Hugo Fregonese (1950, avec James Mason et Dan Duryea) et Sirocco de Curtis Bernhardt (1951, avec Humphrey Bogart et Lee J. Cobb).
En 1952, Märta Torén revient en Europe et tourne à Amsterdam et Paris une coproduction américano-britannique (sortie la même année), L'Homme qui regardait passer les trains d'Harold French, avec Claude Rains et Marius Goring, adaptation du roman éponyme de Georges Simenon.
Elle s'installe alors en Italie et contribue ainsi à quatre coproductions franco-italiennes, à un film italien et enfin, à deux coproductions italo-espagnoles. Elle épouse le réalisateur américain victime du maccarthysme Leonardo Bercovici en juin 1952 et elle  joue dans son film Serments d'amour en 1956. Elle est également à l'affice d'Une fille nommée Madeleine (en) d'Augusto Genina (1954, avec Gino Cervi et Charles Vanel) et La Veine d'or de Mauro Bolognini (1955, avec Richard Basehart).
Le dernier de ses vingt-et-un films sort en novembre 1957, quelques mois après sa mort prématurée, des suites d'une hémorragie cérébrale.

## Filmographie complète
- 1942 : Rid i natt! de Gustaf Molander
- 1942 : Rospiggar de Schamyl Bauman
- 1943 : Ombyte av tåg d'Hasse Ekman
- 1946 : Eviga länkar de Rune Carlsten
- 1948 : Casbah de John Berry
- 1948 : Légion étrangère (Rogues' Regiment) de Robert Florey
- 1949 : La Bataille des sables (Sword in the Desert) de George Sherman
- 1949 : Entrée illégale (Illegal Entry) de Frederick de Cordova
- 1950 : Chasse aux espions ou Le Collier de la panthère (Spy Hunt) de George Sherman
- 1950 : L'Impasse maudite (One Way Street) d'Hugo Fregonese
- 1950 : Le Déporté (Deported) de Robert Siodmak
- 1950 : Le Sous-marin mystérieux (Mysterious Submarine) de Douglas Sirk
- 1951 : Sirocco de Curtis Bernhardt
- 1952 : Aveux spontanés (Assignment - Paris!) de Robert Parrish
- 1952 : L'Homme qui regardait passer les trains (The man who watched the trains go by) d'Harold French
- 1953 : Puccini de Carmine Gallone
- 1954 : Une fille nommée Madeleine (Maddalena) d'Augusto Genina
- 1954 : L'Ombre (L'ombra) de Giorgio Bianchi
- 1954 : La Maison du souvenir (Casa Ricordi) de Carmine Gallone : Isabella Colbran
- 1955 : La Veine d'or (La vena d'oro) de Mauro Bolognini
- 1956 : Serments d'amour (Tormento d'amore) de Leonardo Bercovici[3], Claudio Gora et Eduardo Manzanos Brochero
- 1957 : Fatal rendez-vous (La puerta abierta) de César Fernańdez Ardavín